# Golden Years
«Golden Years» — композиция Дэвида Боуи, написанная в 1975 году. Первоначально она была выпущена в качестве сингла (ноябрь 1975 года), полнометражная версия песни (длившаяся 4:00) увидела свет в январе 1976 года, в альбоме Station to Station. Это был первый трек, написанный в ходе сессий альбома, в период, когда кокаиновая зависимость Боуи была на своем пике. В какой-то момент композиция рассматривалась в качестве заглавной песни альбома.

## Музыка и лирика
Это был первый трек, записанный для альбома Station to Station. На тот момент предполагалось сделать его заглавным. Песня по стилю была ближе к фанковому и соул-звучанию предыдущего альбома, Young Americans, чем остальные вещи пластинки, которые предвосхищают синтетический звук «берлинской трилогии», стиль которой был вдохновлен электронной музыкой групп Kraftwerk и Neu!.
Боуи хотел сделать что-то, наподобие ностальгической композиции «On Broadway», которую он играл на фортепиано в студии, когда он сочинил песню «Golden Years». Эту песню мог бы исполнять Элвис Пресли — такая инициатива была у менеджера Пресли, Тома Паркера, который тогда работал и с Боуи в звукозаписывающей компании RCA Records. Элвис даже слышал демозапись этой композиции, но к сожалению Дэвида Боуи, переговоры зашли в тупик, хотя он был бы счастлив поработать с Элвисом. Боуи до сих пор хранит записку от Пресли с пожеланиями хороших гастролей.

## Выпуск и влияние
Существует версия, что Боуи якобы напился перед исполнением этой песни на американском тв-шоу Soul Train, в 1975 году. В то время он был одним из немногих белых музыкантов, выступавших на этой передаче. В итоге снятое там музыкальное видео было использовано для содействия продвижению сингла и продолжило коммерческих успех музыканта в Соединенных Штатах, где композиция достигла 10 строчки в чартах, где она находилась в течение 16 недель. В хит-парадах Великобритании «Golden Years» добралась до 8 позиции.
В турне 1976 года Боуи исполнял эту песню в спорадическом варианте; эта версия была использована на регулярной основе в турах 1983, 1990 и 2000 годов. Также она была использована в качестве музыкальной темы в сериале «Золотые годы» Стивена Кинга.
Британский журнал New Musical Express включил данную композицию в свой список «500 величайших песен всех времён», разместив её на 428-й позиции.

## Список-композиций
1. «Golden Years» (Дэвид Боуи) — 3:22
2. «Can You Hear Me?» (Дэвид Боуи) — 5:04

## Участники записи
Музыканты:
- Дэвид Боуи — вокал, гитара
- Карлос Аломар — гитара на «Golden Years»
- Эрл Слик — гитара на «Golden Years»
- Джордж Мюррей — бас на «Golden Years»
- Деннис Дэвис — ударные на «Golden Years»
- Рой Биттэн[англ.] — фортепиано на «Golden Years»
- Вилли Уикс[англ.] — бас на «Can You Hear Me?»
- Майк Гарсон — фортепиано на «Can You Hear Me?»
- Энди Ньюмарк[англ.] — ударные на «Can You Hear Me?»
- Дэвид Сэнборн — саксофон на «Can You Hear Me?»
- Пабло Розарио — перкуссия на «Can You Hear Me?»
- Ларри Вашингтон — конга на «Can You Hear Me?»
- Ава Черри[англ.], Робин Кларк, Лютер Вандросс — бэк-вокал на «Can You Hear Me?»

Технический состав:
- Дэвид Боуи — продюсер
- Гарри Маслин[англ.] — продюсер
- Тони Висконти — продюсер на «Can You Hear Me?»

## Позиции в хит-парадах
| Год       | Хит-парад                         | Высшая позиция | Пребывание в чарте |
| --------- | --------------------------------- | -------------- | ------------------ |
| 1975—1976 | Австралия (Kent Music Report)     | 34             | нет данных         |
| 1975—1976 | Бельгия/Валлония (Ultratop 50)    | 28             | 6 недель           |
| 1975—1976 | Бельгия/Фландрия (Ultratop 50)    | 10             | 7 недель           |
| 1975—1976 | Великобритания (UK Singles Chart) | 8              | 10 недель          |
| 1975—1976 | Ирландия (IRMA)                   | 9              | 5 недель           |
| 1975—1976 | Канада (RPM Top Singles)          | 17             | 20 недель          |
| 1975—1976 | Нидерланды (Dutch Top 40)         | 6              | нет данных         |
| 1975—1976 | Нидерланды (Single Top 100)       | 6              | 7 недель           |
| 1975—1976 | Новая Зеландия (Listener)         | 18             | 10 недель          |
| 1975—1976 | США (Billboard Hot 100)           | 10             | 21 неделя          |
| 1975—1976 | США (Cash Box Top 100)            | 12             | нет данных         |
| 1975—1976 | Швеция (Sverigetopplistan)        | 10             | 6 недель           |
|           |                                   |                |                    |
| 2016      | Франция (SNEP)                    | 193            | 1 неделя           |

| Хит-парад (1976)                     | Позиция |
| ------------------------------------ | ------- |
| Бельгия/Фландрия (Ultratop Flanders) | 100     |
| Канада (RPM Year-End)                | 144     |
| Нидерланды (Dutch Top 40)            | 58      |
| Нидерланды (Single Top 100)          | 61      |
| США (Billboard Top Popular Singles)  | 33      |

## Сертификации
| Регион                                                                      | Сертификация | Продажи |
| --------------------------------------------------------------------------- | ------------ | ------- |
| Великобритания (BPI)                                                        | Серебряный   | 200 000 |
| Данные о продажах + прослушиваниях приведены только на основе сертификации. |              |         |

## Другие издания
- Песня появилась на стороне «Б», альтернативной версии сингла «Fame».
- Песня появилась на стороне «Б», американского издания сингла «John, I’m Only Dancing (Again)», в декабре 1979 года.
- В ноябре 1981 года, песня появилась на стороне «Б» сингла «Wild Is the Wind».
- Композиция появилась, на изданиях RCA Records: Life Time Picture Disc и Fashion Picture Disc Set.
- Также песня фигурирует в этих компиляциях Дэвида Боуи:
  - ChangesOneBowie (1976)
  - Best of Bowie (1980)
  - Golden Years (1983)
  - Changesbowie (1990)
  - The Singles Collection (1993)
  - Best of Bowie (2002)
  - The Platinum Collection (2005)
- Сингл-версия песни вошла в сборник The Best of David Bowie 1974/1979 (1998).
- Композиция появилась в альбоме Trainspotting #2: Music from the Motion Picture, Vol. #2 (1997)
- Песня вошла в саундтрек фильма История рыцаря (2001).